# Reinigungsmittel

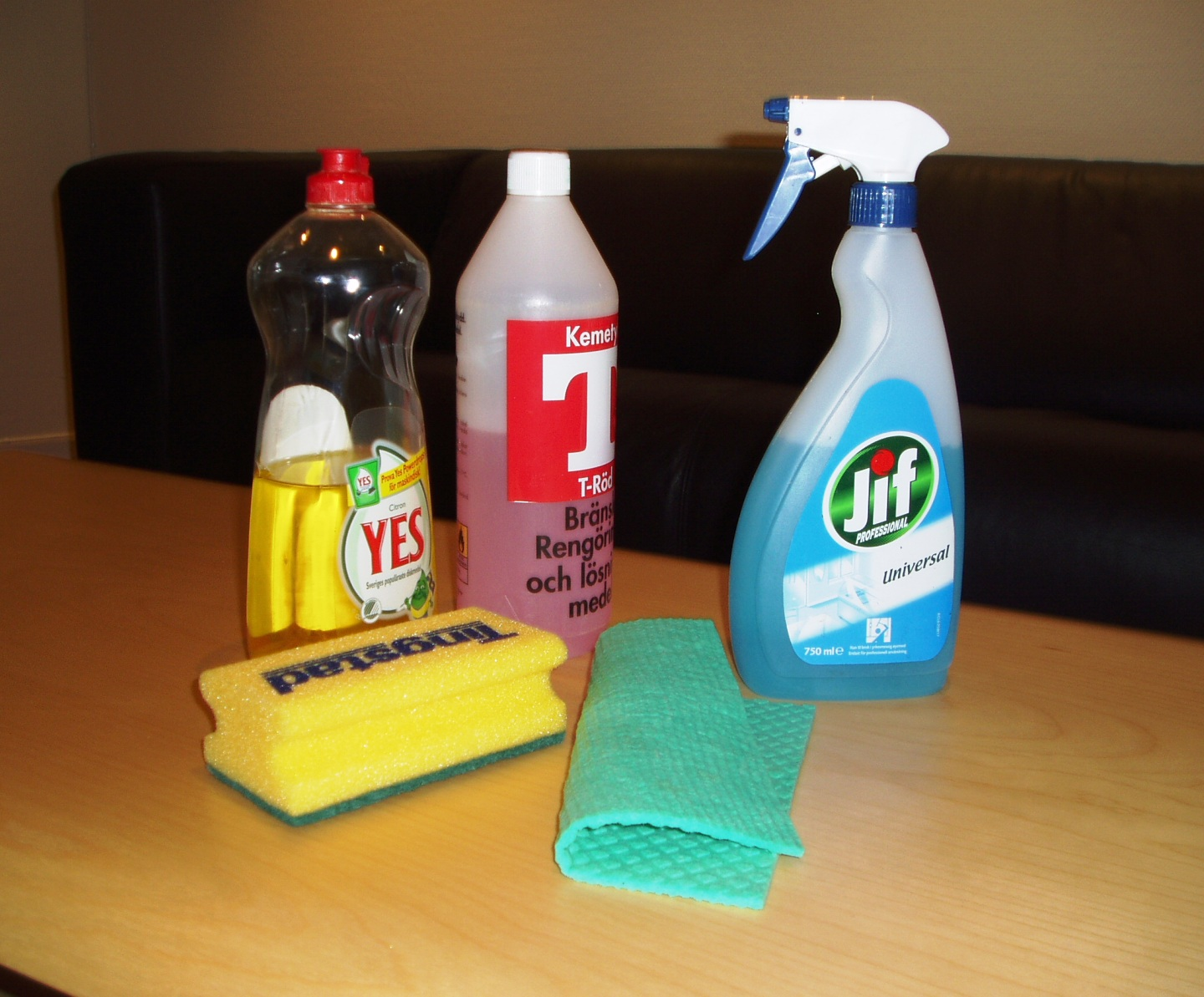
Verschiedene Reinigungsmittel

Reinigungsmittel sind Verbrauchsstoffe, die zur Reinigung von verschiedensten Gegenständen und Objekten dienen. Sie bewirken oder unterstützen die Entfernung von Verunreinigungen als Folge der Benutzung oder von Rückständen und Anhaftungen aus dem Herstellungsprozess des Objekts.
Meist werden Reinigungsmittel in Kombination mit Wasser eingesetzt, das als polares Lösungsmittel selbst einen wesentlichen Teil der Reinigungsleistung beitragen kann. Zugleich wird mit dem Wasser der Schmutz weggetragen. Bei der chemischen Reinigung von Textilien dagegen wird die Reinigung in nichtwässrigen Lösungsmitteln durchgeführt.
Waschmittel werden zur Reinigung von Textilien, deren Vorprodukten und Leder eingesetzt. Putzmittel sind ebenfalls Reinigungsmittel, schließen jedoch beispielsweise Waschmittel nicht mit ein.
Auch pharmazeutische oder kosmetische Mittel zur Körperpflege können den Reinigungsmitteln zugeordnet werden.

## Anwendungen
Reinigungsmittel können nach dem vorgesehenen Anwendungsbereich oder den enthaltenen aktiven Komponenten unterschieden werden.

### Nach Anwendungsbereich

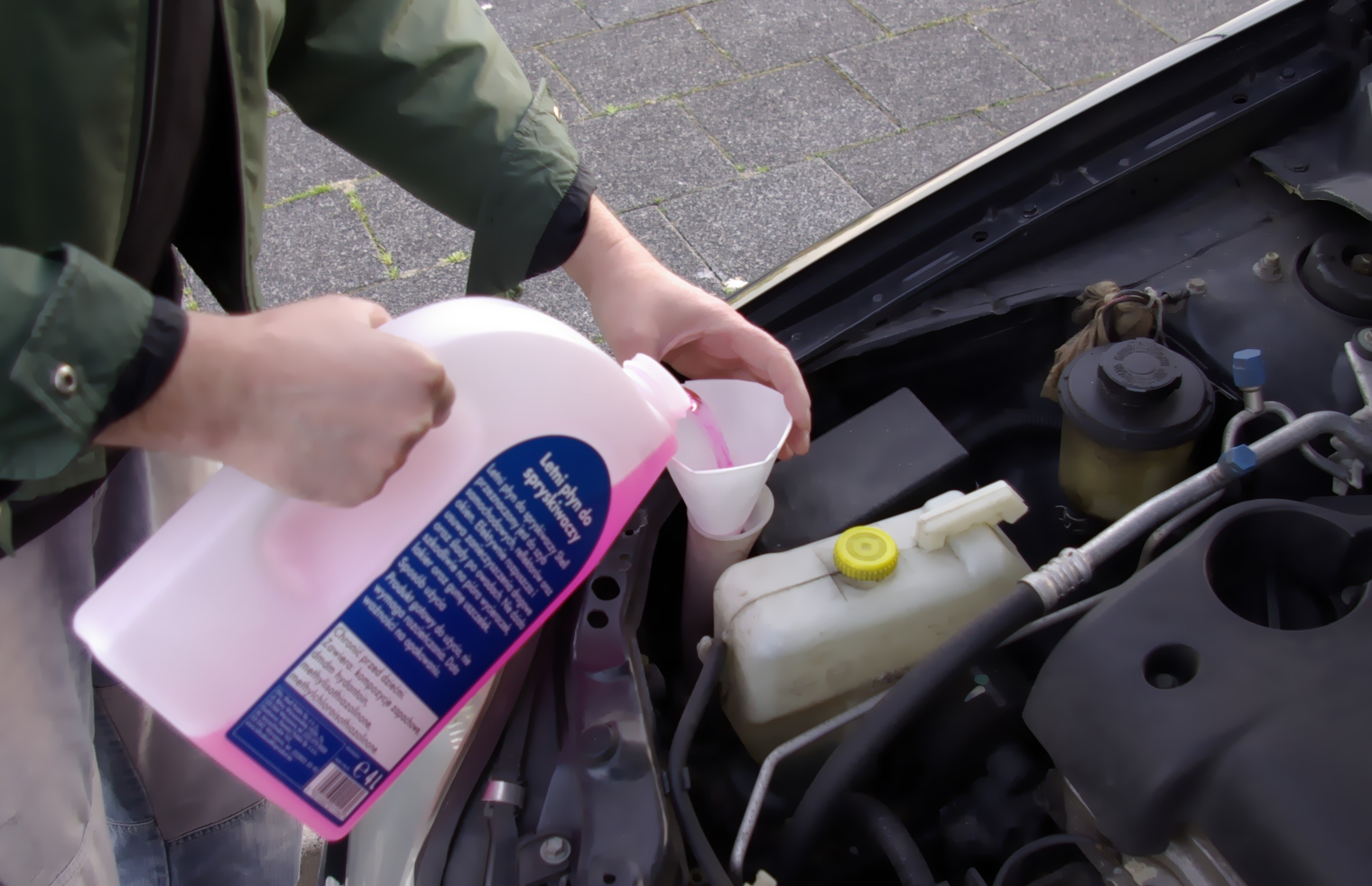
Auffüllen einer Auto-Scheibenwaschanlage mit einem Reinigungsmittel

Unterschiedliche Anwendungsbereiche erfordern unterschiedliche Reinigungsmittel. Oft bestehen diese aus einer Kombination von waschaktiven Substanzen und weiteren Anteilen wie Hilfs- und Duftstoffen:
- Körperhygiene: wie Seife, Haarwaschmittel, Duschgel, Flüssigseife, Zahnpaste, Handwaschpaste
- Wäsche und Textilien: Waschmittel (Vollwaschmittel, Colorwaschmittel, Weichspüler etc.), Gallseife
- Geschirr (Koch-, Essgeschirr und Besteck): Geschirrspülmittel, Maschinengeschirrspülmittel, Klarspüler
- Oberflächen in Wohn- und Arbeitsräumen: Allzweckreiniger (z. B. Neutralreiniger), Scheuermittel (Scheuersand), Fensterreinigungsmittel (Glasreiniger)
- Kalkentferner: Entkalker, Kalkreiniger
- Sonstiges: Rohrreiniger, Bremsenreiniger, Alkoholreiniger, Badreiniger, Sanitärreiniger, WC-Reiniger, Teppichreiniger, Autopflegemittel, Backofenreiniger, Metallputzmittel etc.
- gewerbliche und industrielle Produktion: Teilereinigung mit Entfettungsmitteln

### Nach Komponenten
Die jeweiligen Inhaltsstoffe sind in den Sicherheitsdatenblättern gemäß EG-Richtlinie 91/155/EWG nachlesbar.

#### Aktive Komponente

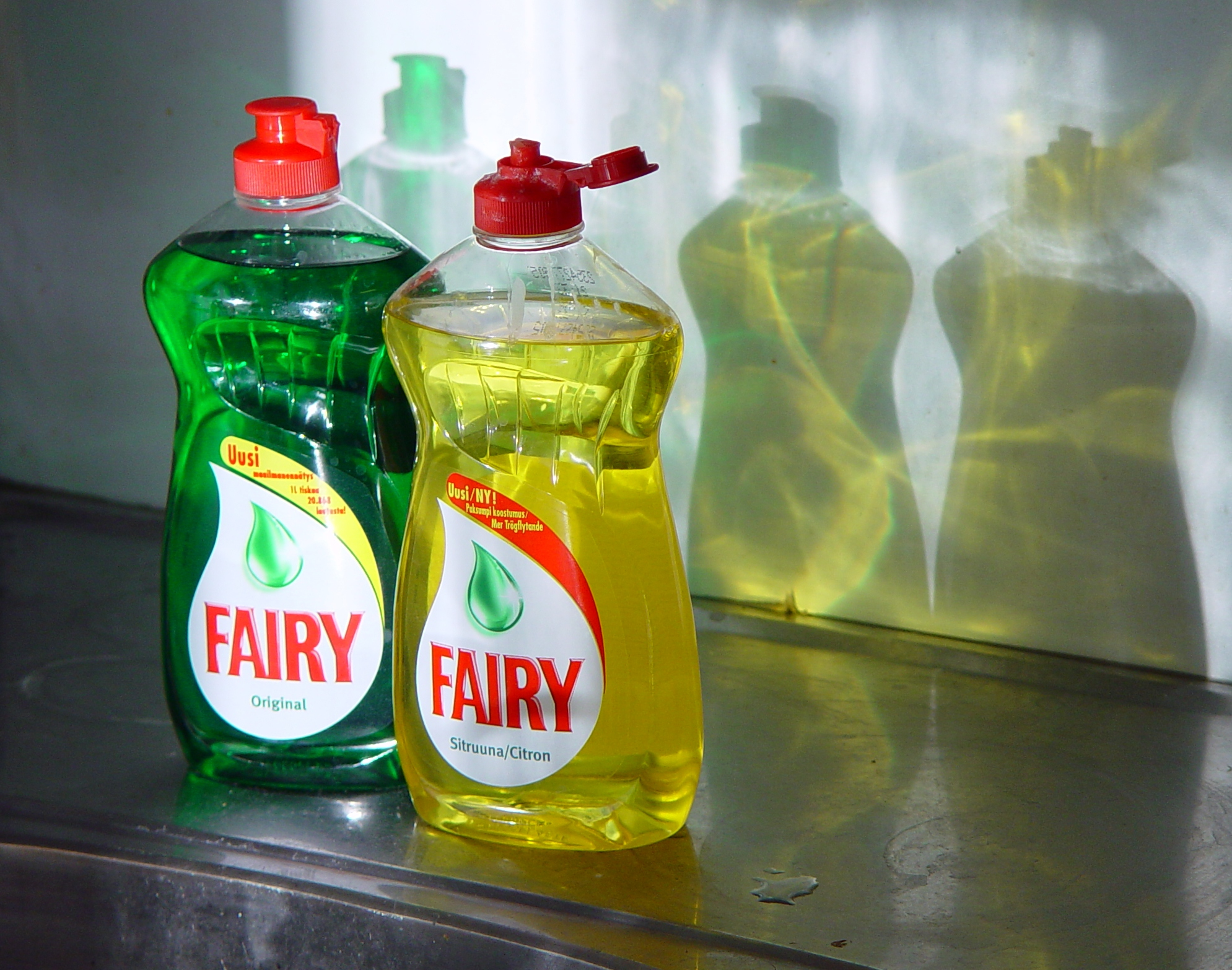
Zwei Flaschen Spülmittel

Zum Entfernen unterschiedlicher Arten von Verunreinigungen eignen sich unterschiedliche Komponenten, die in Reinigungsmitteln oft in Kombination vorkommen:
- Tenside: Lösen z. B. von hydrophoben Verschmutzungen wie Fett und Öl in heißer wässriger Waschlauge etwa durch Seife, verschiedene petrochemisch (d. h. Basis Erdöl) oder oleochemisch hergestellte Tenside (d. h. Basis Pflanzenöle, in der Regel Palmöl) oder Biotenside
- Scheuermittel: Entfernen fester Verunreinigungen durch Scheuern
- Säuren: Entfernen säurelöslicher Verschmutzungen wie z. B. Kalk (CaCO3) etwa durch Zitronen- und Essigsäure oder durch Zersetzung in Kohlensäure und gelöstes Calcium
- Basen (alkalische Reiniger): Entfernen von Fett und Öl, insbesondere unter Einwirkung von Hitze. Bestimmte Materialien wie Eiweißfasern (Wolle), lackierte Flächen, Linoleum, polierte Kalksteine, Gummibeläge, Eloxal, Aluminium, Zink sowie Pflegefilme reagieren empfindlich auf alkalische Reinigungsmittel (mit einem pH-Wert größer 9).[3]
- Bleichmittel: zum Entfärben von Verschmutzungen und zur Desinfektion; z. B. sauerstoffreiche Chlorverbindungen wie Hypochlorite in Chlorreinigern; Wasserstoffperoxid (H2O2) enthaltende oder freisetzende Verbindungen, wie Percarbonat und Natriumperborat, in Sauerstoffreinigern
- Enzyme: Zersetzen von Verschmutzungen in kleinere, lösliche Anteile, z. B. durch Amylasen (Stärke), Lipasen (Fette), Proteasen (Eiweiß) etc.

#### Weitere Komponenten
Es können weitere Anteile in Reinigungsmitteln enthalten sein, die die Wirkung der aktiven Komponenten verstärken oder optisch oder durch Düfte eine subjektiv wahrgenommene Reinheit bewirken sollen:
- Hilfsstoffe wie Builder zur Wasserenthärtung
- Duftstoffe
- Aufheller
- Anteile, die helfen, eine erneute Verschmutzung zu verhindern oder zu verringern
- Spezielle Polymere, wie beispielsweise Styrol-Acrylat-Copolymere, die Teppichreinigungen mit Shampoos verbessern: Nach dem Verdunsten des Wassers bilden diese Polymere pulverige Aggregate aus den Schmutzpartikeln und den daran gebundenen Tensiden, die sich nun vom Teppichboden absaugen lassen.[4]

und viele mehr

## Verbrauch
Ende 2000 waren insgesamt etwa 54.000 Wasch- und Reinigungsmittel von rund 4.500 Firmen auf dem deutschen Markt. Im Jahr 2020 wurden allein in Deutschland über 5.600 neue Wasch- und Reinigungsmittel oder neue Zusammensetzungen bestehender Marken in Verkehr gebracht. 1998 wurde in deutschen Haushalten mehr als eine Million Tonnen Wasch- und Reinigungsmittel verbraucht, davon waren 665.000 Tonnen Waschmittel.

## Geschichte
Die ersten synthetischen Reinigungsmittel wurden im Verlauf des Ersten Weltkrieges in Deutschland entwickelt. Anlass war eine Verknappung an tierischen und pflanzlichen Fetten sowie Ölen, auf denen Reinigungsmittel bis dahin beruhten. Zudem herrschte eine erhöhte Nachfrage nach Reinigungsmitteln, die unempfindlich gegenüber hartem Wasser sind. Heutzutage werden Reinigungsmittel hauptsächlich auf Basis der Derivate von Fetten und Ölen hergestellt.

## Umwelt- und Gesundheitsverträglichkeit
Die Zusammensetzung von Reinigungsmitteln wird, um den Eintrag umweltgefährdender Stoffe in Gewässer zu unterbinden, in Deutschland unter anderem durch das Wasch- und Reinigungsmittelgesetz (WRMG) geregelt. Insbesondere die biologische Abbaubarkeit der enthaltenen Tenside wird geregelt. Demgemäß dürfen Wasch- und Reinigungsmittel nur so in den Verkehr gebracht werden, dass infolge ihres Gebrauchs jede vermeidbare Beeinträchtigung der menschlichen Gesundheit und der Umwelt, insbesondere der Beschaffenheit der Gewässer, vor allem im Hinblick auf den Naturhaushalt und die Trinkwasserversorgung, und eine Beeinträchtigung des Betriebs von Abwasseranlagen unterbleiben.
In der Schweiz werden Wasch- und Reinigungsmittel in der ChemRRV, Anhänge 2.1 und 2.2, geregelt.
Zum Beispiel war bis etwa zur Mitte des 20. Jahrhunderts Seife (ein Tensid) das wichtigste Waschmittel. Dieses vor allem auf nachwachsenden Rohstoffen basierende oleochemische Produkt wurde zunehmend von petrochemisch hergestellten Tensiden verdrängt. Diese waren meist jedoch nur schlecht biologisch abbaubar und führten zu ökologischen Problemen. Durch Forderungen zur biologischen Abbaubarkeit u. a. im WRMG gewannen Tenside aus nachwachsenden Rohstoffen (z. B. Zuckertenside aus Zucker und Palmkernöl) wieder an Bedeutung. Sie machen heute rund 50 Prozent der hergestellten Tenside aus.
Das WRMG forderte zudem eine Verringerung des Einsatzes von Phosphat, das als Wasserenthärter in Reinigungsmitteln verwendet wurde. Phosphat führte durch Eintrag in Gewässer ebenfalls zu ökologischen Problemen (Eutrophierung).
Die Rezepturen von Wasch- und Reinigungsmitteln sind dem Bundesinstitut für Risikobewertung zu melden, um den Verbraucher vor gesundheitlichen Risiken zu schützen.

Sicherheitszeichen ISO 7010/M055:
Von Kindern fernhalten

Laut einer Pressemitteilung des deutschen Umweltbundesamts vom 14. Oktober 2011 kam es 2009 zu 665 Vergiftungsfällen durch Reinigungsmittel. Seit 1990 wurden fast 10.000 solcher Fälle gemeldet, von denen etwa 90 % im Zusammenhang mit beruflichen Tätigkeiten stehen. Unfälle in Privathaushalten könnten vermindert werden, wenn die Gebrauchsanweisungen besser gelesen und die Reinigungsmittel außerhalb der Reichweite von Kindern aufbewahrt würden. Dazu steht seit 2019 das international genormte Gebotszeichen "Von Kindern fernhalten" zur Verfügung.
Laut einer Studie von 2018 haben Reinigungskräfte, die 20 Jahre lang regelmäßig Reinigungssprays einsetzten, eine reduzierte Lungenfunktion, vergleichbar mit der von Menschen, die über denselben Zeitraum 20 Zigaretten täglich rauchten.

## Kombinationen
Saure Reiniger wie Essig- oder WC-Reiniger sollten nicht mit basischen Reinigungsmitteln und insbesondere nicht mit Mitteln auf der Basis von Hypochlorit
zusammen verwendet werden, denn in diesem Fall entwickelt sich giftiges Chlorgas.
Wenn ammoniakhaltige Reiniger mit hypochlorithaltigen Mitteln zusammengebracht werden, reagiert der Ammoniak mit Hypochloriten unter Bildung von
Chloriden und elementarem Stickstoff und das Mittel verliert seine Wirksamkeit.